# Catedral de Sal
La Catedral de la Sal es un recinto construido en el interior de las minas de sal de Zipaquirá, en el departamento de Cundinamarca, Colombia.
El diseño arquitectónico y artístico de la nueva Catedral de Sal, es propio del arquitecto bogotano Roswell Garavito Pearl, el cual salió aprobado tras la elección del proyecto que contenía un total de 44 propuestas en un concurso convocado por la Sociedad Colombiana de Arquitectos en 1990; mientras que la dirección técnica de ingeniería fue ejecutada por el ingeniero bogotano Jorge Enrique Castelblanco Reyes.
En su interior se encuentra una rica colección artística, especialmente de esculturas de sal y mármol en un ambiente lleno de un profundo sentido religioso que atrae a turistas.
La catedral de la  Sal de Zipaquirá es considerada como uno de los logros arquitectónicos y artísticos más notables de la arquitectura colombiana, por lo que se le ha otorgado  incluso el título de joya arquitectónica de la modernidad. La importancia de la Catedral, radica en su valor como patrimonio cultural, religioso y ambiental.
En 2007 mediante un concurso para elegir las 7 Maravillas de Colombia; la Catedral de Sal obtuvo la mayor votación; convirtiéndola en la Maravilla No.1 de Colombia, aunque también fue propuesta entre las Nuevas siete maravillas del mundo moderno.
La iglesia subterránea hace parte del complejo cultural "Parque de la Sal", espacio cultural temático dedicado a la minería, la geología y los recursos naturales.

## Ubicación
La Catedral de Sal se encuentra en Zipaquirá, población del departamento de Cundinamarca, a 29 kilómetros al norte del Distrito Capital de Bogotá y a una altitud de 2.680 msnm. Por vía férrea, la Catedral dista de la ciudad de Bogotá unos 48 kilómetros, el recorrido es realizado por el Tren de la Sabana. La población no es sólo célebre por la explotación de sal, sino también por uno de los hallazgos de restos humanos más antiguos de Colombia en el Valle de El Abra.

## El Parque de la Sal

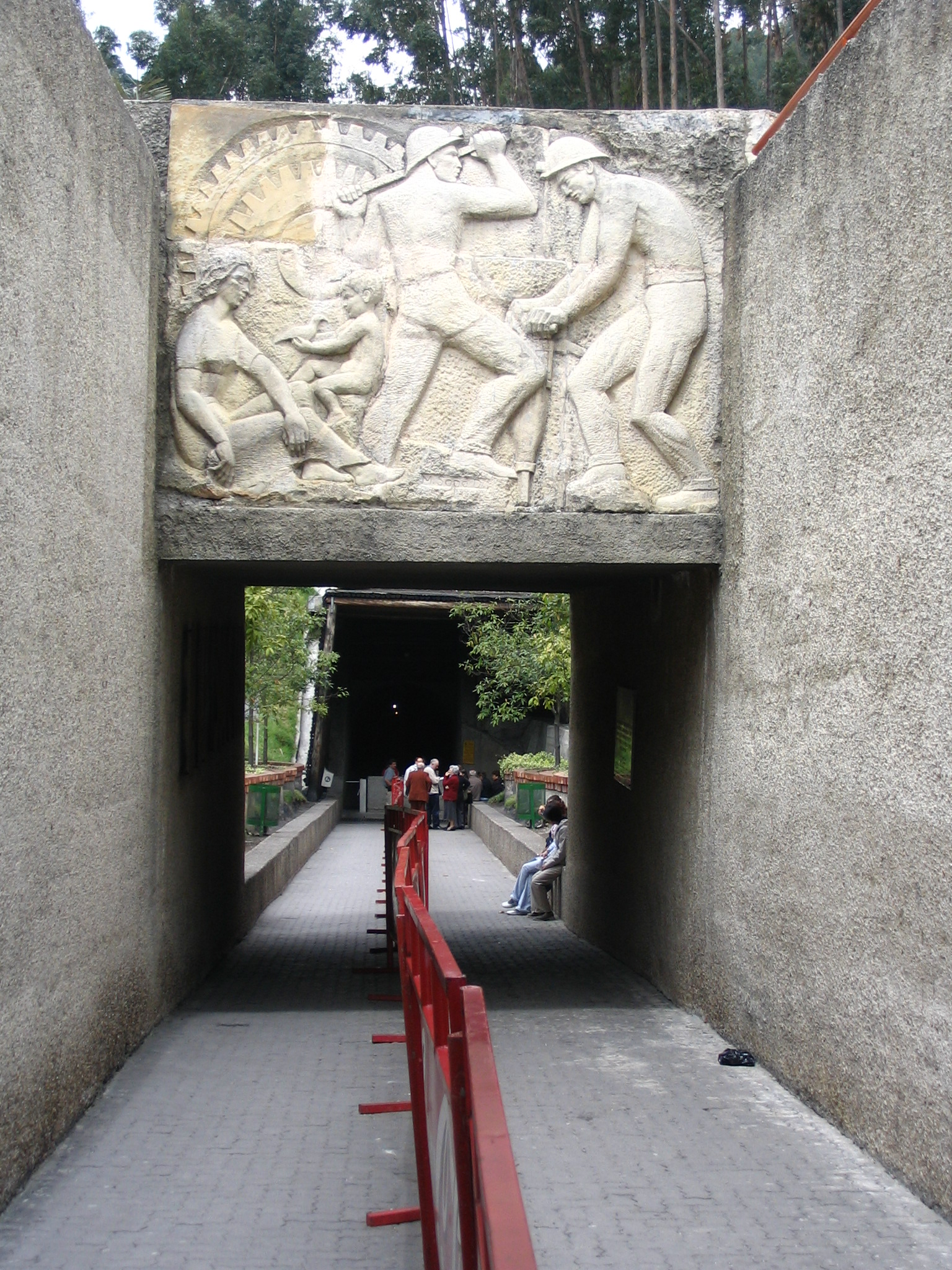
La Catedral hace parte del Parque temático. Esta es la entrada a las galerías subterráneas del Santuario, presidida por un alto relieve que hace homenaje a los mineros de la sal, los responsables de hacer de esta vieja mina un espacio religioso y cultural.

Aunque la Catedral en sí misma llega a ser el principal atractivo, ella forma parte del complejo temático El Parque de la Sal, el cual tiene un área de 32 ha y constituye una reserva natural única que contrasta con una de las actividades de explotación de los recursos que más altera los ecosistemas: la minería. En el parque, los visitantes no sólo pueden admirar un encuentro sorprendente entre la delicadeza del arte con la rudeza de la explotación minera, sino también obtener una interesante lección de geología y de las maneras de conservar los recursos naturales paralelo al desarrollo de un país. De esta manera, el Parque, en unión con la Catedral de Sal, es objetivo del turismo nacional e internacional e interesa en particular al ecoturismo, al turismo religioso y a los amantes de las ciencias geológicas.
Los sitios más importantes del Parque de la Sal son:
- La plaza en donde se encuentra la cruz (de 4.20 ms de altura) en lo que se denomina "El Eje Sacro"
- El Domo Salino
- La Mina
- El Museo de la Salmuera, construido en los tanques ya en desuso. Es uno de los lugares más importantes del Parque de la Sal después de la Catedral. En el mismo, el visitante adquiere una idea pedagógica del proceso de la explotación de la sal, los estudios geológicos y la historia, construcción e ingeniería de la Catedral de Sal.
- El embalse
- El área de bosques
- La Catedral de la  Sal, iglesia subterránea en donde se encuentra además del santuario religioso, el Auditorio.

## Las salinas de Zipaquirá

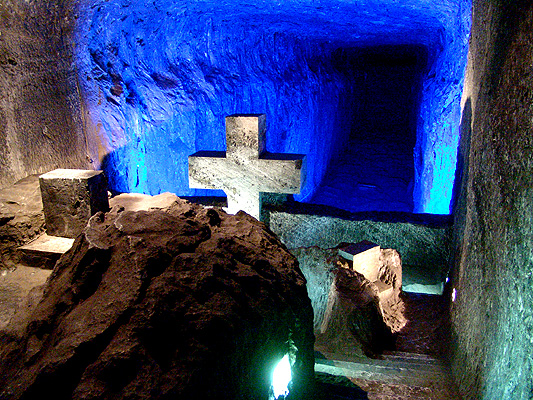
A lo largo de la galería de acceso se encuentran las estaciones del Viacrucis, un recorrido que hace memoria del Camino al Gólgota de Jesucristo con su Cruz. Aquí una de ellas. Fotografía Nidya Rincón, Catedral de Sal

La antigüedad e importancia de las salinas de Zipaquirá fueron ampliamente referenciadas por el sabio Alexander von Humboldt (1769-1859) en la visita que este hizo al lugar en 1801.

Inicia su relación Humboldt haciendo una comparación de este yacimiento con los que había visto en Europa, como los de España, Suiza, Polonia y el Tirol. A continuación destaca la importancia de dicha explotación en la economía, y en especial la relevancia que tiene para los gobiernos por concepto de recaudación fiscal

En su libro Memoria razonada de las salinas de Zipaquirá Humboldt describe el objeto de su estudio, tal como es referenciado por los editores y, científico y visionario como era, deja apuntes de valor incuestionable:

Desecha Humboldt la idea de que la mina de Zipaquirá está unida a otras formaciones como las explotadas en Nemocón y Sesquilé. Evalúa la capacidad de la mina de Zipaquirá y concluye que debe medir 500 000 toesas cuadradas. Crítica la manera en que se ha abierto la excavación, y señala que la manera como se hace será un inconveniente para su explotación en el futuro. Recomienda que la explotación se efectúe por medio de galerías, como se hace en Europa, ya que las minas dedicadas a la explotación de sal gema no requieren de galerías apuntadas con madera, lo que las haría más costosas

Los estudios practicados en el lugar por arqueólogos y geólogos, han encontrado que la explotación de las minas se daba ya desde el siglo V y que corresponde a una de las principales actividades económicas y al desarrollo de la cultura Muisca en el Altiplano Cundiboyacense.

## Formación geológica

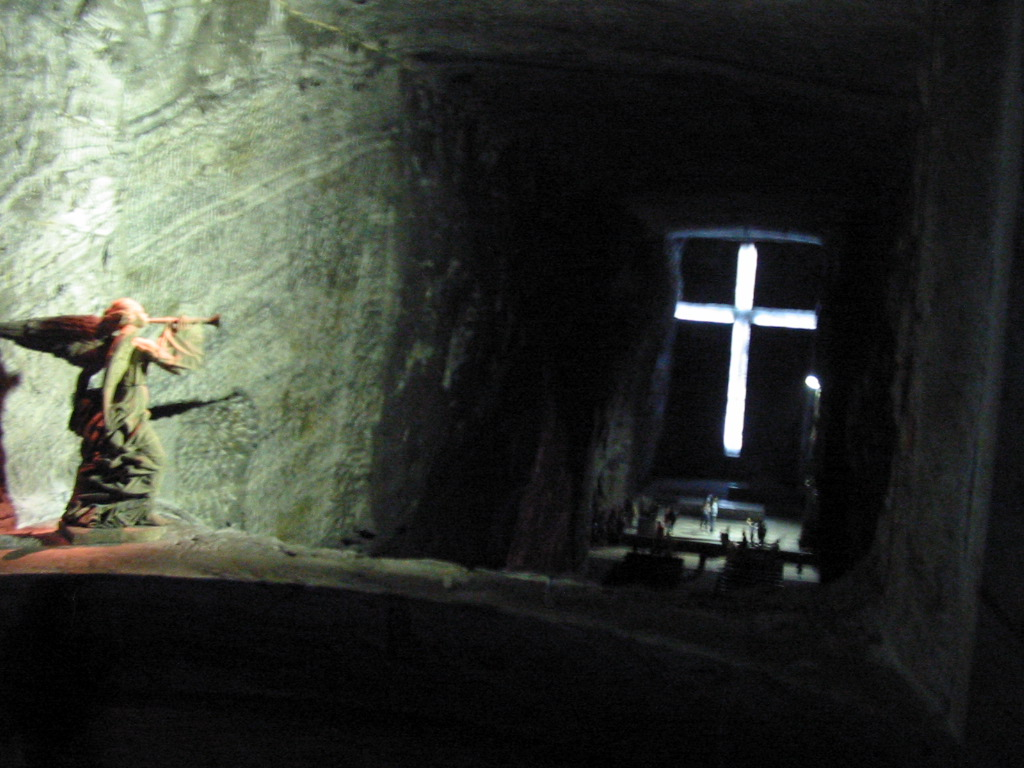
"¡Tocad la trompeta en Sion, clamad en mi monte santo!". Un ángel en el coro con la trompeta, símbolo bíblico de la visita de Dios, anuncia en el contexto la resurrección de Jesucristo. Al fondo el Altar de la Catedral presidido por la gran Cruz.

Los depósitos de sal de las montañas de Zipaquirá tienen una datación de 200 millones de años, elevados sobre la superficie en el periodo terciario tardío hace 30 millones de años y concentrados en el lugar donde hoy se encuentran. Bajo presión y calor, la sal se desplaza de manera similar a los glaciares, por lo que se pierde el rastro de la estratificación y se crea una masa homogénea de sal.
La acumulación de los depósitos de sal formaron montañas por encima del nivel del altiplano, lo que facilitó la excavación de túneles para su extracción. Evidencias de antiguas explotaciones de los yacimientos se datan en tiempos previos a la llegada de los españoles durante el siglo XVI.
Las minas ya tenían tradición de santuario religioso hecho por los mineros antes de la inauguración de la Catedral en 1954, la cual se dedicó a Nuestra Señora del Rosario, que en la religiosidad católica es la Patrona de los Mineros. En diciembre de 1995 se inauguró la actual Catedral.

## Historia de la Catedral

### Antecedentes
En 1801, Humboldt argumentó que el modo de extracción de la sal en gachas (usado por los pobladores de Tocancipá y Gachancipá) no era práctico y generaba gastos adicionales, por lo que propuso usar calderos para extraer sal. Dicha propuesta comenzó a ponerse en práctica en 1816, el mismo año en que se abrió el primer socavón bajo la dirección de Jacobo Wiesner. En 1834 y bajo la dirección de los ingenieros Mac-Douall y Nirkmainden se construyó el socavón de Guasá. En 1855 fue construido el socavón de El Manzano (también conocido como El Zanjón). En 1876 y bajo la dirección de Trofimo Verany se construyeron los socavones de Potosí y Peñalisa. Esos socavones serían la base de la catedral.

### La catedral antigua

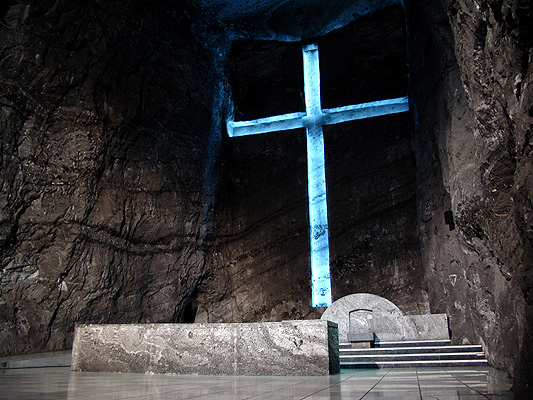
La Cruz se levanta imponente sobre el Altar de la nave central como símbolo fundamental del cristianismo católico.

En 1932, Luis Ángel Arango (directivo del Banco de la República) tuvo la idea de construir una capilla subterránea, impresionado por la devoción que los obreros manifestaban antes de iniciar su jornada laboral, adornando los socavones con imágenes de santos a los que imploraban protección. La tarea de construcción le fue encomendada al arquitecto José María González.
Con el apoyo del presidente Laureano Gómez, el 7 de octubre de 1950 iniciaron los trabajos de construcción de la catedral, la cual fue inaugurada el 15 de agosto de 1954.
La mina poseía entonces cuatro niveles de explotación, cada uno de ellos con una extensión de 80 m . La antigua catedral estaba ubicada en el segundo nivel.
La antigua catedral medía 120 m  de largo, una superficie de 5.500 m² y una altura de 22 m . En su interior había 6 columnas, cada una con una base de 80 m². Tenía capacidad para 8.000 personas.
Al fondo de la catedral se podía ver una gran cruz de madera, la cual era iluminada desde su base para proyectar una sombra que representaba a Cristo con los brazos abiertos.
En la nave derecha se encontraban el coro y las estaciones del Viacrucis decoradas con grandes números romanos dorados. En el fondo de esta nave se ubicaba la capilla de la Virgen del Rosario, en cuyo altar labrado en roca estaba la imagen de la Virgen, moldeada por Daniel Rodríguez Moreno. La imagen, que tiene una dimensión de 70 cm de altura, fue trasladada a la nueva Catedral.
La nave izquierda era llamada «El Nacimiento» y poseía una gruta que simbolizaba el nacimiento de Jesús en Belén; este espacio conducía al Bautisterio que estaba representado por una cascada, símbolo del bautismo de Jesucristo en el Río Jordán.
La Catedral presentaba un aspecto majestuoso al visitante del cual era primordial el juego de efectos de la luz puestos de tal forma que crearan una atmósfera de símbolos proyectados en paredes y cielo raso.
La antigua catedral fue cerrada en septiembre de 1992 debido a fallas estructurales.

### La catedral nueva

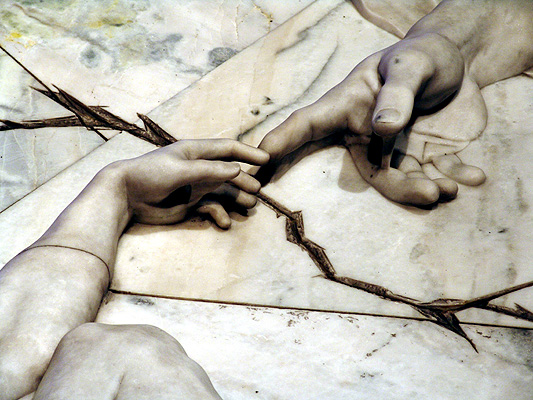
"Entonces Dios el Señor formó al hombre con polvo del suelo e insufló en sus narices aliento de vida, y resultó el hombre un ser viviente". Detalle de la "La Creación de Adán" del Maestro Carlos E. Rodríguez Arango (mármol). La obra hace memoria del trabajo de Miguel Ángel en la Capilla Sixtina.

La construcción de la catedral actual fue iniciada en 1991, 60 m debajo de la catedral antigua. El Instituto de Fomento Industrial, la Concesión Salinas y la Sociedad Colombiana de Arquitectos lanzaron una convocatoria a un concurso de arquitectura para elegir el diseño de la nueva catedral. Se recibieron 44 propuestas, de las cuales salió ganadora la del arquitecto Roswell Garavito Pearl, quien dentro del diseño arquitectónico incluyó varios símbolos que pretendían destacar el aspecto místico-religioso. La nueva catedral fue inaugurada el 16 de diciembre de 1995, con la presencia del presidente Ernesto Samper.
El diseño comprende las siguientes tres secciones principales:
- El Viacrucis: la puerta de ingreso conduce al túnel, a lo largo del cual se encuentran las estaciones del Viacrucis (Vía al Calvario), que consisten en pequeños altares tallados en roca de sal. El túnel conduce hacia la Cúpula.
- La Cúpula, la rampa de descenso y los balcones: se llega entonces a la rampa del descenso principal. La sección intermedia parte desde la Cúpula, desde la cual se puede observar la inmensa cruz tallada en bajo relieve. Desde ahí se puede descender hacia los balcones sobre las cámaras, el coro y las escaleras del laberinto del Nártex.
- Las naves de la Catedral: el tramo final conduce al centro de la Catedral en donde se dividen las estructuras espaciales de la misma. Estas estructuras están intercomunicadas por una grieta que simboliza el nacimiento y muerte de Cristo. En la nave central está la cruz de 16 m , el Altar Mayor y el comulgatorio que separa el santuario de la Asamblea; en la profundidad de la nave se encuentra La Creación del Hombre, Homenaje a Miguel Ángel obra tallada en mármol del escultor Carlos Enrique Rodríguez Arango. Cuatro inmensas columnas cilíndricas simbolizan los cuatro evangelistas y éstas están atravesadas por una grieta que simboliza la natividad y descendimiento de Cristo.

Una planta de energía eléctrica propia y una vía vehicular que sólo puede ser usada en ocasiones especiales son parte del complejo de este monumento, además de una óptima infraestructura de servicios preparados para la atención y seguridad de los visitantes, peregrinos o turistas.

## Bibliografía

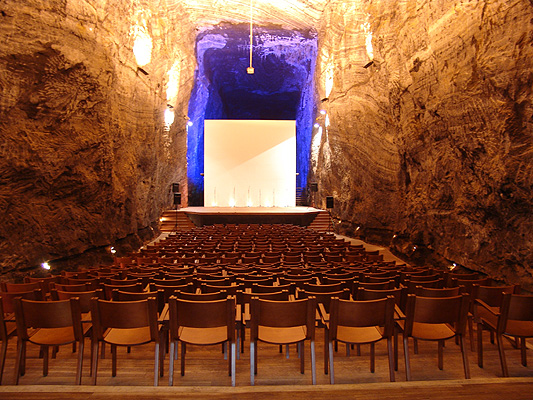
Auditorio de la Catedral, un espacio para reuniones bajo tierra con todas las comodidades de cualquier otro auditorio moderno. Fotografía Nidya Rincón, Catedral de Sal, 2006.

## Otras construcciones de sal

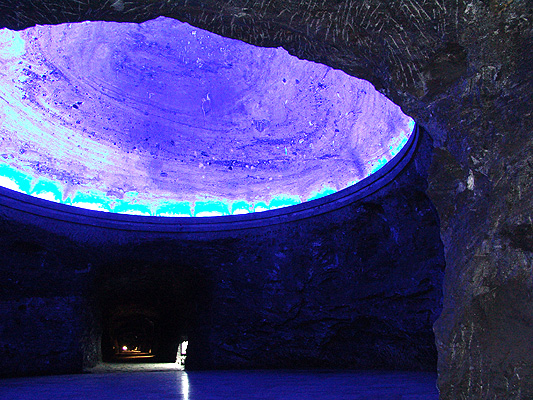
Aunque subterránea, no hay Catedral sin Cúpula. Después de pasar la Vía del Viacrucis, se encuentra el domo o Cúpula de la Catedral, que simboliza los cielos en la religiosidad cristiana.

La Catedral de Sal de Zipaquirá, aunque es única en el mundo como santuario religioso y cultural, no es la única experiencia de utilización de una mina como espacio alternativo. Otra experiencia similar son las Minas de sal de Wieliczka, el más grande museo de sal de Europa, construido en una mina de sal de 700 años de antigüedad, a 15 km al sur de Cracovia (Polonia). La Catedral de Sal, sin embargo, permanece como una obra de interés mundial y patrimonio cultural e histórico de Colombia.